# Saint-Bonnet-Avalouze
Pour les articles homonymes, voir Saint-Bonnet (homonymie).
Saint-Bonnet-Avalouze est une commune française située dans le département de la Corrèze en région Nouvelle-Aquitaine. Depuis le 1er janvier 2019, elle est une commune déléguée de Laguenne-sur-Avalouze.
Ses habitants sont les Avalouziens, Avalouziennes.

## Géographie
La commune se situe à quelques kilomètres à l'est de Tulle. Elle est arrosée par la Saint-Bonnette, qui tire son nom de celui du village et se jette peu après dans la Montane.

## Histoire
Sous la Révolution, la commune fut rebaptisée « Bonnet-Avalouze ».
Le 1er janvier 2019, la commune fusionne avec Laguenne pour former la commune nouvelle de Laguenne-sur-Avalouze dont la création est actée par un arrêté préfectoral du 5 novembre 2018.

## Politique et administration
| Période   | Période       | Identité            | Étiquette | Qualité       |
| --------- | ------------- | ------------------- | --------- | ------------- |
| mars 1989 | mars 2009     | Jacques Eyrolle     | PCF       |               |
| mars 2009 | décembre 2018 | Jean-Pierre Corrèze |           | Fonctionnaire |

| Période      | Période  | Identité            | Étiquette | Qualité                                                      |
| ------------ | -------- | ------------------- | --------- | ------------------------------------------------------------ |
| janvier 2019 | mai 2019 | Jean-Pierre Corrèze |           | Ancien maire de Saint-Bonnet-Avalouze Décédé le 17 mai 2019. |
| juillet 2019 | en cours | Noël Jacquement     |           | Conseiller communautaire de Tulle Agglo                      |

## Démographie
L'évolution du nombre d'habitants est connue à travers les recensements de la population effectués dans la commune depuis 1793. Pour les communes de moins de 10 000 habitants, une enquête de recensement portant sur toute la population est réalisée tous les cinq ans, les populations de référence des années intermédiaires étant quant à elles estimées par interpolation ou extrapolation. Pour la commune, le premier recensement exhaustif entrant dans le cadre du nouveau dispositif a été réalisé en 2004.

En 2016, la commune comptait 221 habitants, en évolution de +9,41 % par rapport à 2010 (Corrèze : −0,59 %, France hors Mayotte : +2,11 %).
| 1793 | 1800 | 1806 | 1821 | 1831 | 1836 | 1841 | 1846 | 1851 |
| ---- | ---- | ---- | ---- | ---- | ---- | ---- | ---- | ---- |
| 466  | 365  | 259  | 331  | 335  | 306  | 291  | 308  | 302  |

| 1856 | 1861 | 1866 | 1872 | 1876 | 1881 | 1886 | 1891 | 1896 |
| ---- | ---- | ---- | ---- | ---- | ---- | ---- | ---- | ---- |
| 312  | 301  | 287  | 275  | 257  | 275  | 302  | 277  | 278  |

| 1901 | 1906 | 1911 | 1921 | 1926 | 1931 | 1936 | 1946 | 1954 |
| ---- | ---- | ---- | ---- | ---- | ---- | ---- | ---- | ---- |
| 296  | 316  | 246  | 235  | 238  | 212  | 211  | 206  | 184  |

| 1962 | 1968 | 1975 | 1982 | 1990 | 1999 | 2004 | 2006 | 2009 |
| ---- | ---- | ---- | ---- | ---- | ---- | ---- | ---- | ---- |
| 189  | 167  | 170  | 215  | 246  | 249  | 216  | 207  | 205  |

| 2014 | 2016 | - | - | - | - | - | - | - |
| ---- | ---- | - | - | - | - | - | - | - |
| 220  | 221  | - | - | - | - | - | - | - |

## Lieux et monuments

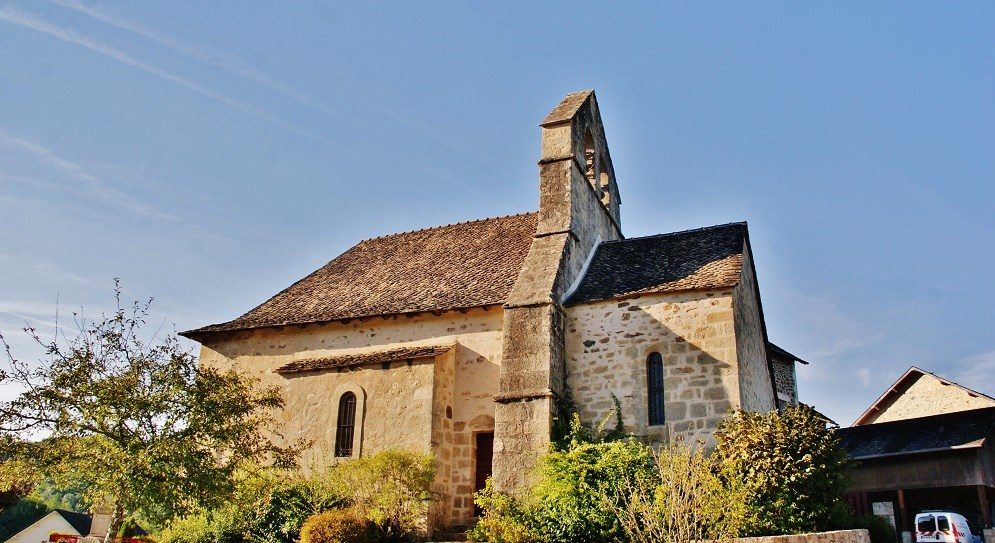
L'église de Saint-Bonnet-Avalouze.

- l'église paroissiale Saint-Bonnet, inscrite au titre des monuments historiques[7].

## Héraldique
| Blason de Saint-Bonnet-Avalouze | Blason  | Parti : au 1er d'azur au rais d'escarboucle allumé de gueules, au 2e d'azur à trois tours d'argent maçonnées de sable. |
| Blason de Saint-Bonnet-Avalouze | Détails | Le statut officiel du blason reste à déterminer.                                                                       |